# Ouedia
Ouedia là một chi nhện trong họ Linyphiidae.